# Berken-eikenbos
Het berken-eikenbos of berken-zomereikenbos (Betulo-Quercetum) is een associatie uit het zomereik-verbond (Quercion roboris). Het omvat bosvegetatie op voedselarme, zeer zure, leemarme zandgronden op stagnerende bodemformaties, zoals kleilagen.

## Naamgeving en codering
| Querceto-Betuletum Tx. 1930 |

- Duits: Birken-Stieleichenwald
- Engels: Subatlantic moist acidophilous birch-oak forest
- Syntaxoncode voor Nederland (rVvN): r45Aa03
- BWK-karteringseenheid: Eiken-berkenbos (qb)

De wetenschappelijke naam Betulo-Quercetum is afgeleid van de botanische namen van twee kensoorten, de ruwe berk (Betula pendula) en de zomereik (Quercus robur).

## Fysiognomie
Het berken-eikenbos vertoont een eenvoudige structuur, met een duidelijke maar in hoogte beperkte boomlaag, overwegend bestaande uit zomereik, ruwe berk en zachte berk in de gemiddelde aandeelsverhouding 3 : 2 : 1. Naarmate de bodem natter en veniger wordt, verandert die aandeelsverhouding; zomereik neemt af, ruwe berk blijft gelijk en zachte berk neemt toe; dit maakt 1 : 2 : 3.
De struiklaag is meestal ijl en soortenarm; uitsluitend sporkehout met enige regelmaat voor. Wilde lijsterbes komt daar minder regelmatig voor. Lianen zoals wilde kamperfoelie komen voor, maar klimmen niet hoog.
Ook de kruidlaag is soortenarm, maar variabel. Grassen zoals pijpenstrootje domineren, ook bochtige smele komt voor. Dwergstruiken als blauwe bosbes willen ook nog weleens voorkomen, maar niet structureel.
In de moslaag komen veenmossen wel voor, welke algemeen aangeduid kan worden als 'soms zeer soortenrijk'. Dit laatste uitsluitend wanneer de dominantie van pijpenstrootje in de kruidlaag achterwege blijft.

## Subassociaties in Nederland en Vlaanderen
In het berken-eikenbos worden in Nederland vijf subassociaties onderscheiden, die wijzen op verschillen in leeftijd, voedselgehalte en vocht in de bodem.
Deze vallen uiteen in twee groepen, het vochtig berken-zomereikenbos met subassociatie molinietosum, en het droog berken-zomereikenbos dat alle andere associaties omvat.

### Subassociatiecladonietosum
Een subassociatie wordt gekenmerkt door een grote rijkdom aan lichenen zoals Cladonia en andere soorten van de associatie van struikhei en stekelbrem en het korstmossen-dennenbos, een pioniervegetatie die ontstaat op zeer voedselarme, zandige en weinig ontwikkelde bodems. De syntaxoncode voor Nederland (rVvN) is r45Aa03.

### Subassociatiedeschampsietosum
Deze subassociatie volgt in successie op de voorgaande, en wordt gekenmerkt door een dominantie van bochtige smele (Deschampsia flexuosa). De syntaxoncode voor Nederland (rVvN) is r45Aa03a.

### Subassociatievaccinietosum
De derde subassociatie in deze successie, gekenmerkt door een stabilisering van de bodem, een opeenhoping van humus en een toenemend aandeel van dwergstruiken, vooral bosbessen (Vaccinium sp.). De syntaxoncode voor Nederland (rVvN) is r45Aa03b.

### Subassociatiemolinietosum
Het vochtig berken-zomereikenbos is een subassociatie met dominantie van pijpenstrootje (Molinia caerulea), typisch voor vochtige standplaatsen. De syntaxoncode voor Nederland (rVvN) is r45Aa03c.

### Subassociatiedryopteridetosum
Een subassociatie die voorkomt op een verrijkte bodem, met een hoge presentie van brede- (Dryopteris dilatata) en smalle stekelvaren (Dryopteris carthusiana), veel bramen en rankende helmbloem (Ceratocapnos claviculata). De syntaxoncode voor Nederland (rVvN) is r45Aa03.

## Verspreiding
Het berken-eikenbos heeft als zwaartepunt in Vlaanderen de Kempen, daarbuiten wordt het sporadisch aangetroffen in de Zandleemstreek en op zandige plaatsen in de Leemstreek.

## Diagnostische taxa voor Nederland en Vlaanderen

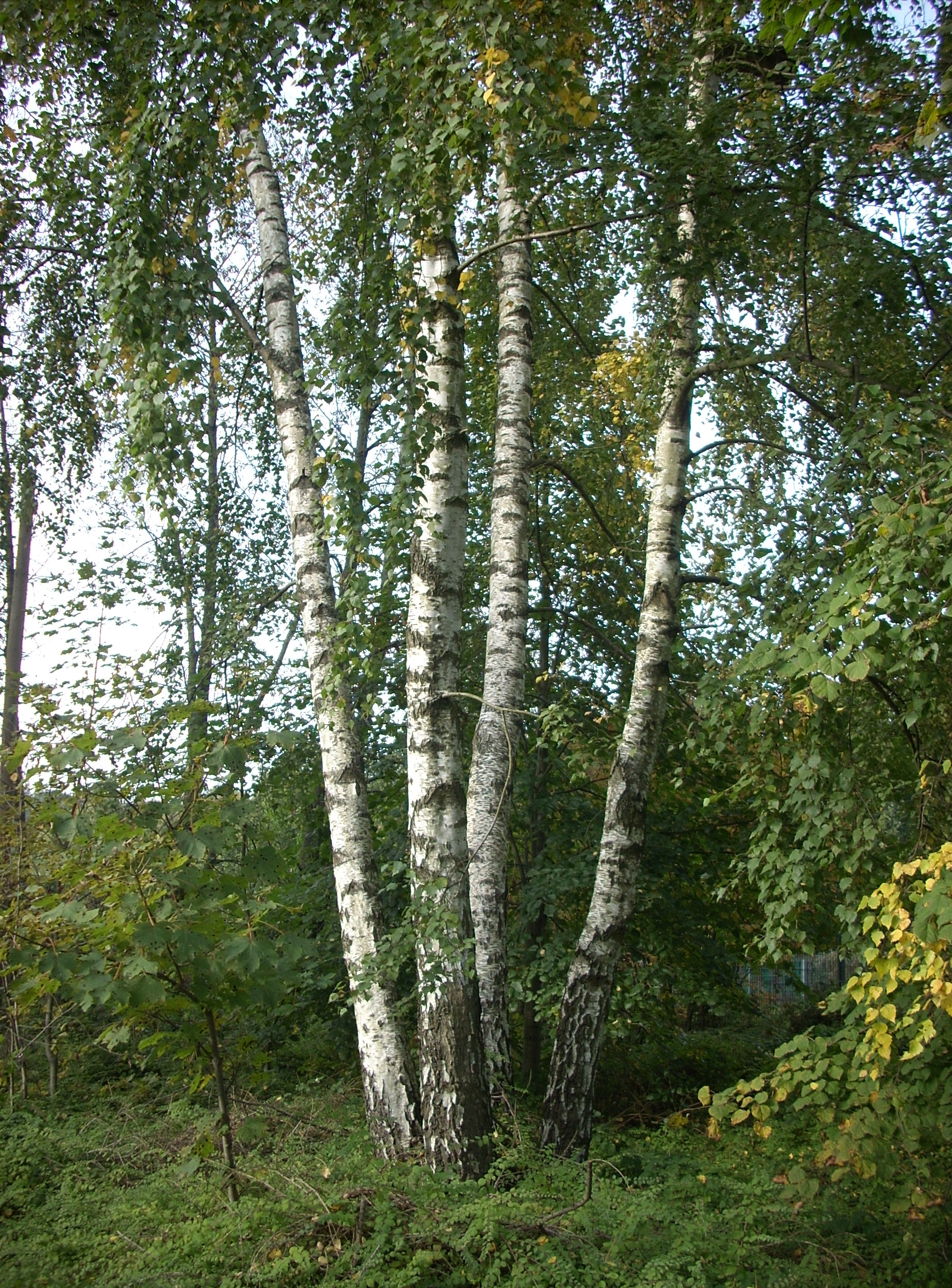
Ruwe berk

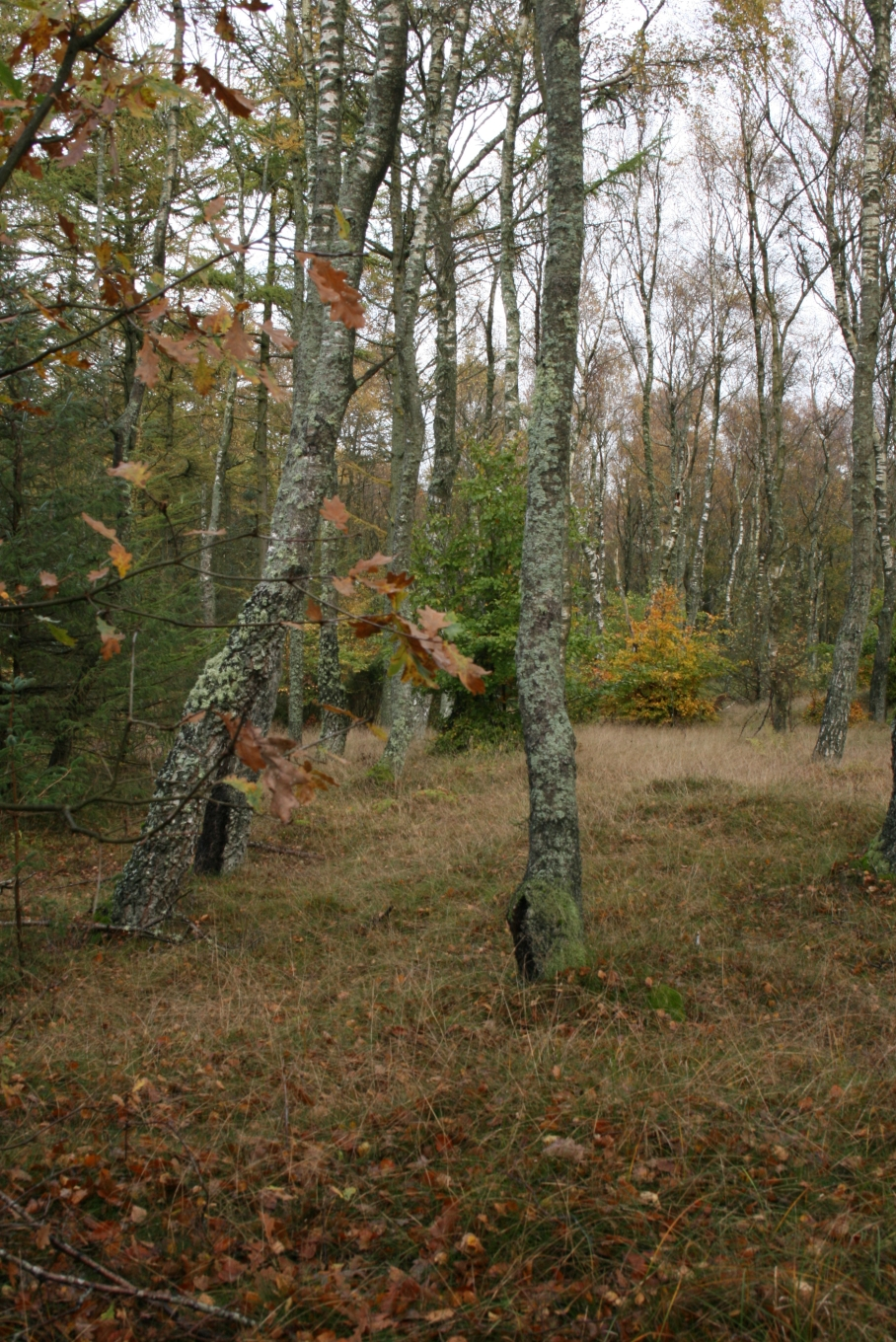
Zomereik

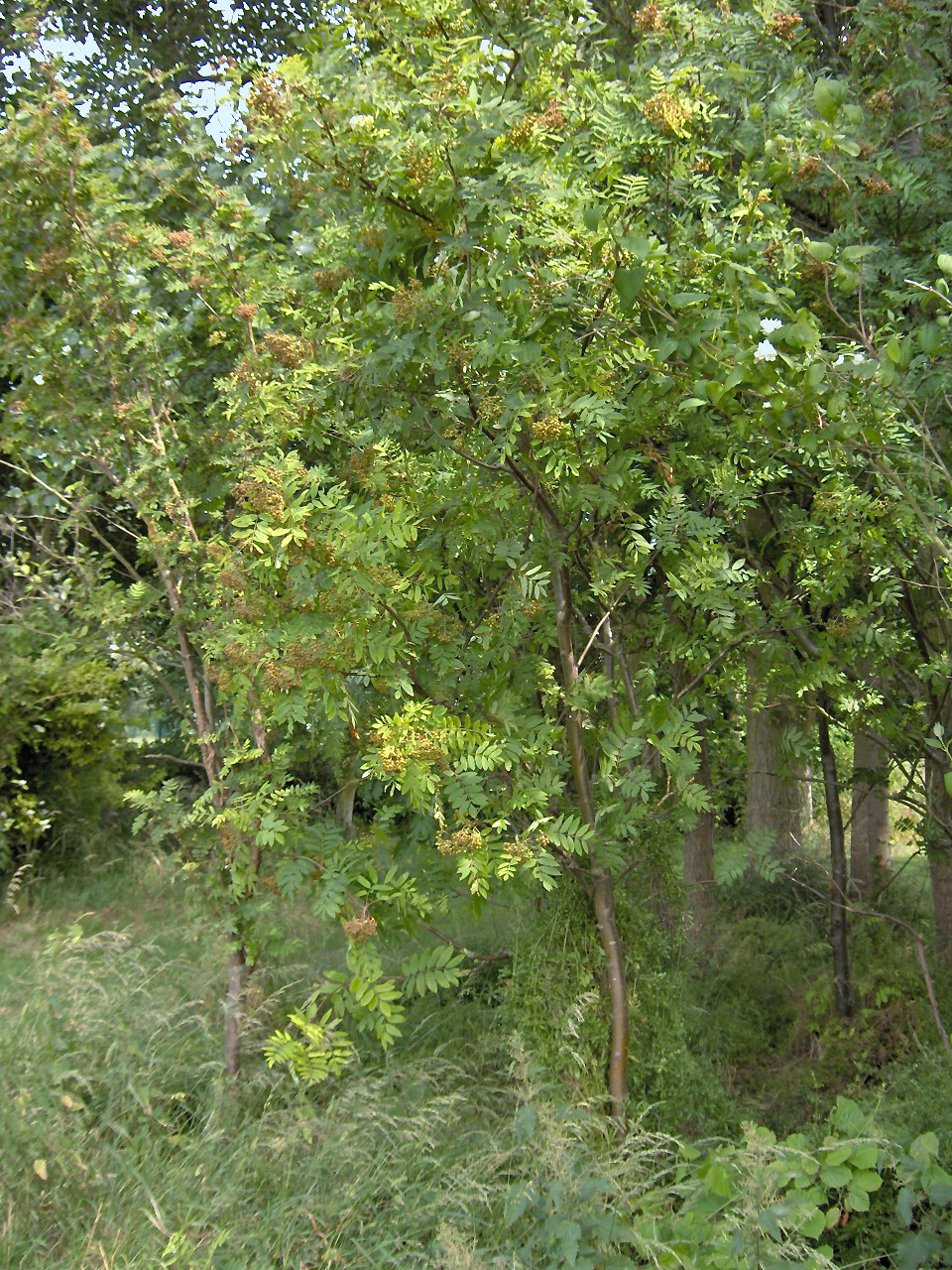
Wilde lijsterbes

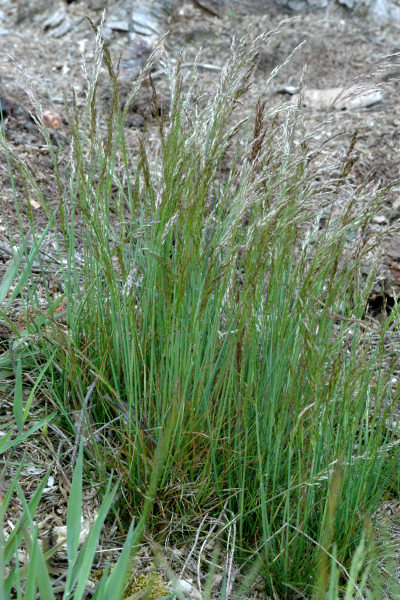
Bochtige smele

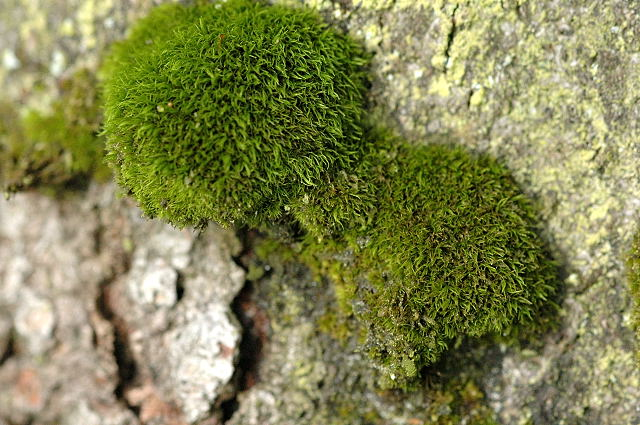
Gewoon pluisjesmos

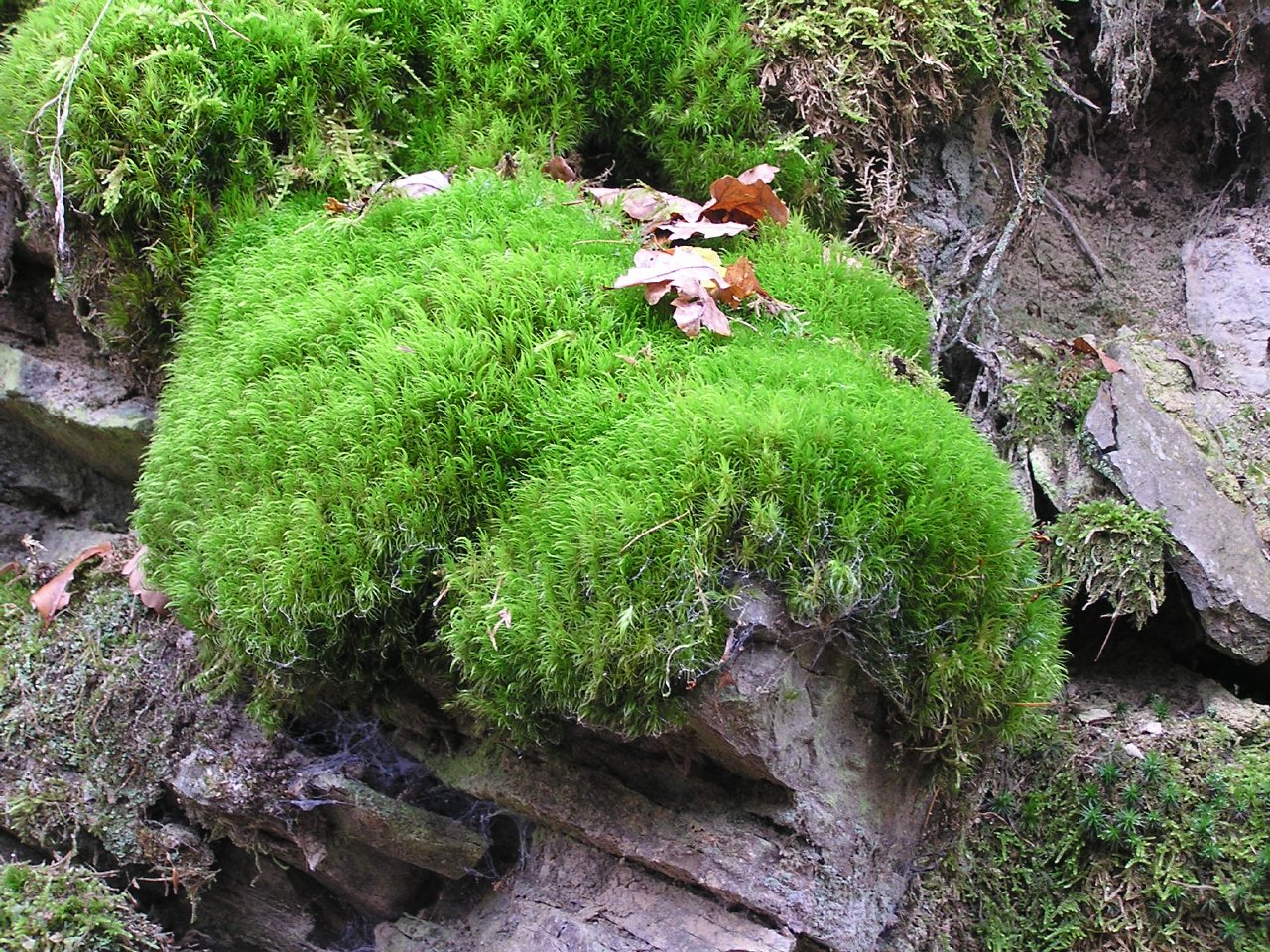
Gewoon gaffeltandmos

De associatie heeft zelf geen kensoorten. De voor Nederland en Vlaanderen belangrijkste soorten zijn:
Boomlaag
| Kentaxon | Diff.soort | Presentie | Triviale naam  | Botanische naam  | Opmerking |
| -------- | ---------- | --------- | -------------- | ---------------- | --------- |
| kV       |            | < 10%     | tamme kastanje | Castanea sativa  |           |
| kK       |            | > 60%     | ruwe berk      | Betula pendula   |           |
| kK       |            | < 10%     | wintereik      | Quercus petraea  |           |
|          |            | > 90%     | zomereik       | Quercus robur    |           |
|          |            | > 30%     | grove den      | Pinus sylvestris |           |
|          |            | > 20%     | zachte berk    | Betula pubescens |           |
|          |            | > 10%     | beuk           | Fagus sylvatica  |           |

Struiklaag
| Kentaxon | Diff.soort | Presentie | Triviale naam             | Botanische naam       | Opmerking |
| -------- | ---------- | --------- | ------------------------- | --------------------- | --------- |
| kV       |            | > 60%     | wilde lijsterbes          | Sorbus aucuparia      |           |
|          |            | > 40%     | sporkehout                | Frangula alnus        |           |
|          |            | > 30%     | Amerikaanse vogelkers     | Prunus serotina       |           |
|          |            | > 20%     | Amerikaans krentenboompje | Amelanchier lamarckii |           |

Kruidlaag
| Kentaxon | Diff.soort | Presentie | Triviale naam      | Botanische naam          | Opmerking                      |
| -------- | ---------- | --------- | ------------------ | ------------------------ | ------------------------------ |
| kV       |            | > 60%     | wilde lijsterbes   | Sorbus aucuparia         |                                |
|          | dS         | > 70%     | bochtige smele     | Avenella flexuosa        | subassociatie deschampsietosum |
|          | dS         | > 30%     | pijpenstrootje     | Molinia caerulea         | subassociatie molinietosum     |
|          | dS         | > 30%     | blauwe bosbes      | Vaccinium myrtillus      | subassociatie vaccinietosum    |
|          |            | > 30%     | struikhei          | Calluna vulgaris         |                                |
|          |            | < 10%     | rode bosbes        | Vaccinium vitis-idaea    |                                |
|          |            | > 10%     | pilzegge           | Carex pilulifera         |                                |
|          | dS         | > 10%     | brede stekelvaren  | Dryopteris dilatata      | subassociatie dryopteridetosum |
|          | dS         | > 10%     | smalle stekelvaren | Dryopteris carthusiana   | subassociatie dryopteridetosum |
|          | dS         | > 10%     | rankende helmbloem | Ceratocapnos claviculata | subassociatie dryopteridetosum |
|          |            | > 30%     | wilde kamperfoelie | Lonicera periclymenum    |                                |

Moslaag
| Kentaxon | Diff.soort | Presentie | Triviale naam        | Botanische naam        | Opmerking |
| -------- | ---------- | --------- | -------------------- | ---------------------- | --------- |
| kV       |            | > 20%     | gewoon knopjesmos    | Aulacomnium androgynum |           |
| kV       |            | > 10%     | geelsteeltje         | Orthodontium lineare   |           |
| kK       |            | > 30%     | gewoon pluisjesmos   | Dicranella heteromalla |           |
|          |            | > 70%     | gewoon gaffeltandmos | Dicranum scoparium     |           |
|          |            | > 40%     | fraai haarmos        | Polytrichum formosum   |           |
|          |            | > 40%     | bronsmos             | Pleurozium schreberi   |           |
|          |            | > 30%     | gewoon sterrenmos    | Mnium hornum           |           |
|          |            | > 30%     | gewoon peermos       | Pohlia nutans          |           |

## Fauna
Dit bostype is betrekkelijk arm aan gewervelde diersoorten. Te noemen zijn heikikker, gewone pad, bruine kikker en kleine watersalamander als bewoners van poeltjes. Gladde slang, esculaapslang, adder, zandhagedis en levendbarende hagedis vormen de voornaamste reptielen van dit bostype. Er zijn weinig zoogdieren die voor dit bostype kenmerkend zijn. Derhalve vormt het edelhert op tal van Europese locaties van dit bostype een belangrijke grazer. Ook wisent, eland en ree zijn in dit verband te noemen. In hun kielzog zijn bruine beer, wolf en lynx te noemen. In Nederland is door de afwezigheid van dergelijke grote grazers de bosstructuur afwijkend van die in vele andere Europese landen.

## Biologische Waarderingskaart
In de Biologische Waarderingskaart (BWK) van Vlaanderen en het Brussels Hoofdstedelijk Gewest staat deze associatie bekend als eiken-berkenbos (qb).
Het betreft vooral oude, goed ontwikkelde bossen op droge, voedselarme en zure zand- of zandleemgronden gedomineerd door zomereik en ruwe berk met een zeer gevarieerde ondergroei waarin pijpenstrootje een belangrijke rol speelt. Ook recente ver- of bebossingen, naaldbossen met opslag van zomereik en ruwe berk en hakhoutbossen van zomereik worden hieronder geklasseerd.
Dit vegetatietype staat gewaardeerd als 'Biologisch zeer waardevol'.

## Fotogalerij

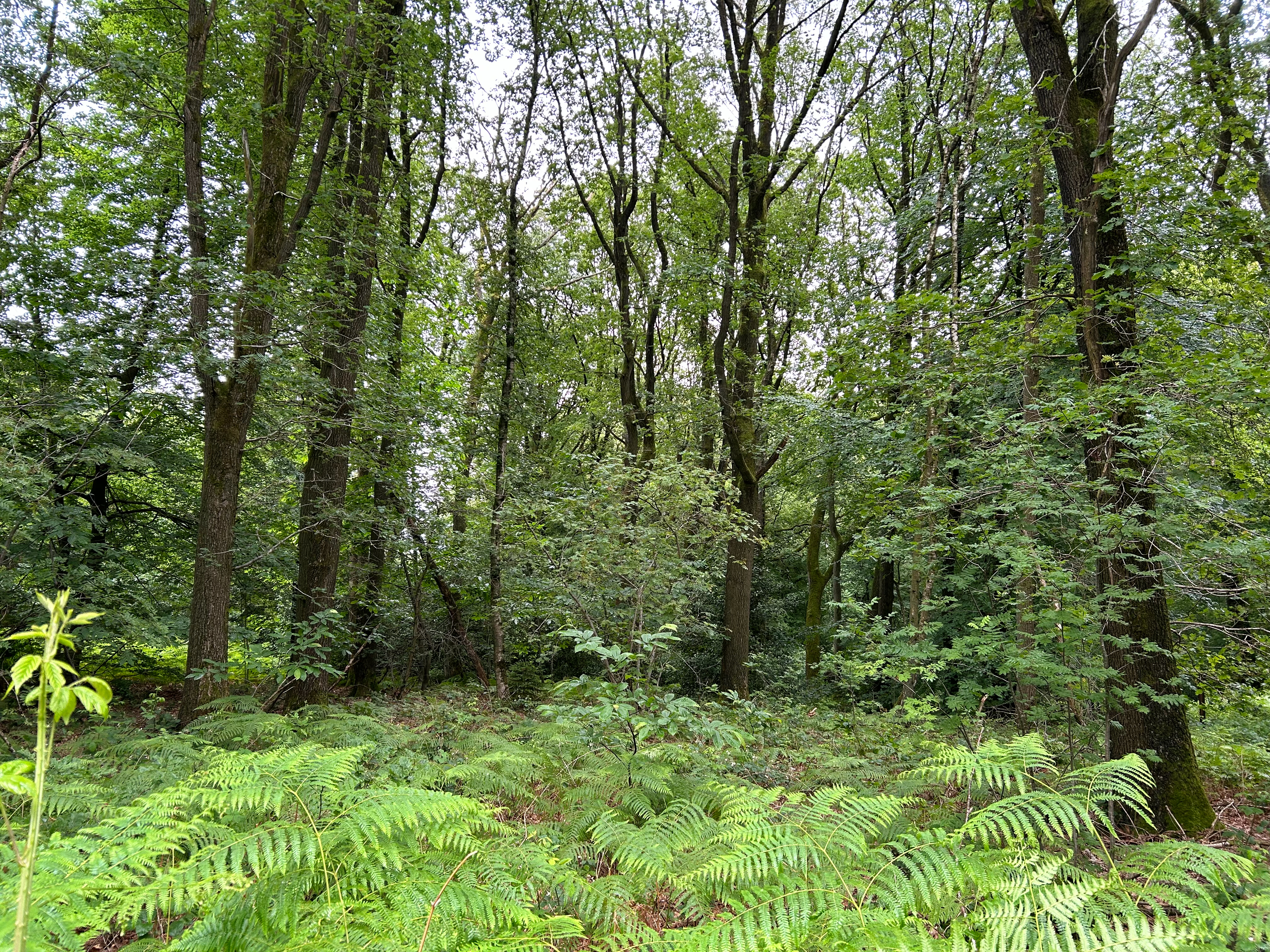
Een kleine open plek in een berken-eikenbos
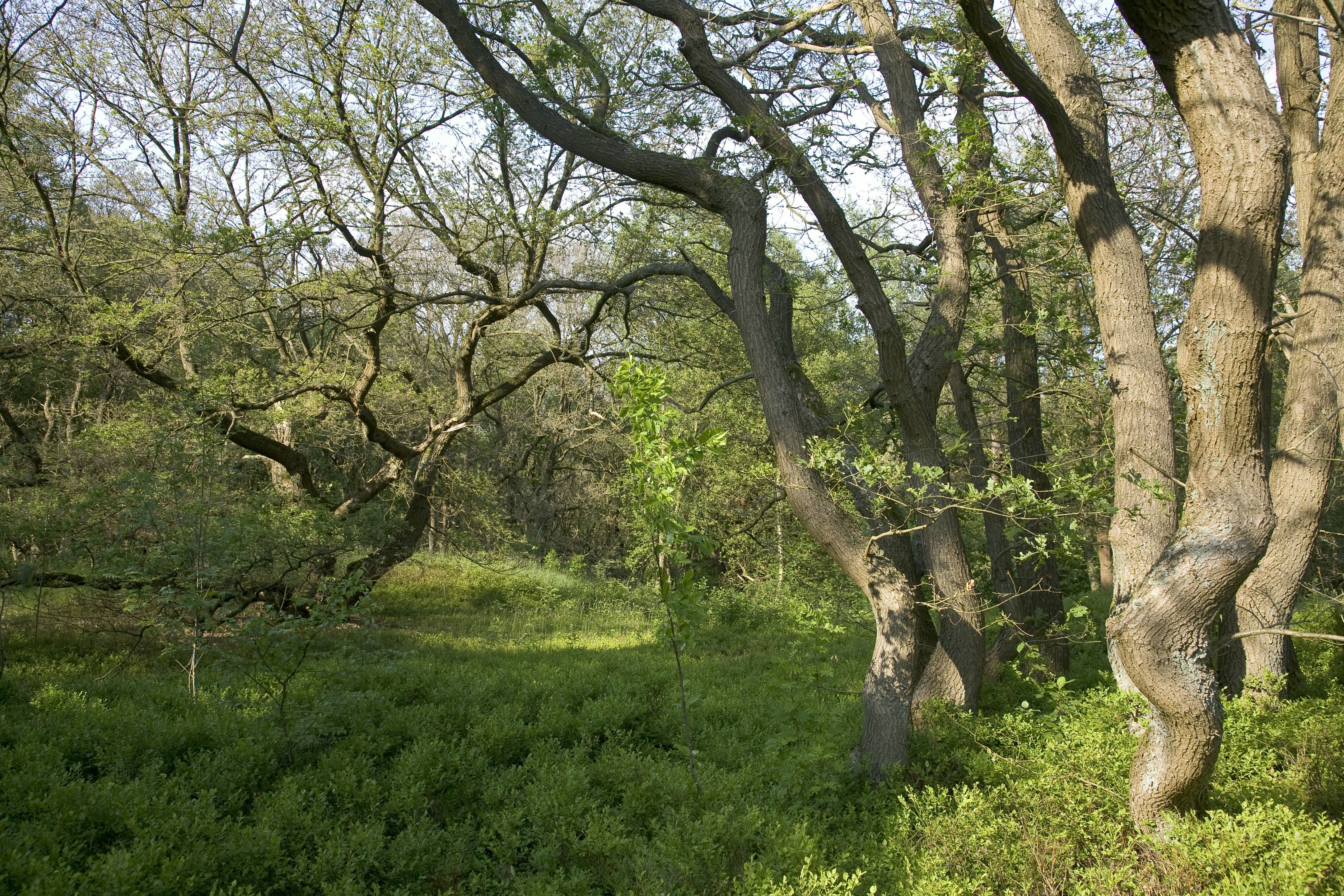

Orde: Quercetalia roboris (orde van eiken- en beukenbossen op voedselarme grond)

Verbond: Quercion roboris (zomereik-verbond)

Associaties: Betulo-Quercetum roboris (berken-eikenbos) · Fago-Quercetum (beuken-eikenbos) · Deschampsio-Fagetum (bochtige smele-beukenbos) · Convallario-Quercetum dunense (duin-eikenbos)

Verbond: Luzulo-Fagion (verbond van veldbies-beukenbossen)

Associatie: Luzulo luzuloides-Fagetum (veldbies-beukenbos)